# Свети Николай (Теологос)
„Свети Николай“ (на гръцки: Ιερός Ναός Αγίου Νικολάου) е възрожденска православна църква в село Теологос на остров Тасос, Егейска Македония, Гърция, част от Филипийската, Неаполска и Тасоска епархия на Вселенската патриаршия.
Храмът е разположен в югоизточната част на Долната махала (Като Махалас) и е нейната гробищна църква. Храмът има нечетлив ктиторски надпис. Една икона на иконостаса е датирана 1860 и вероятно църквата е построена малко преди това.
В архитектурно отношение е еднокорабна църква с дървен покрив и външни размери на 13,25 / 6,40 m, височина 2,80 m, дебелина на стената от 0,80 m и площ от 84,80 m2. Единична метална врата с мандало води до наоса, като над нея има тясна ниша. Входът е с една стъпка над земята и тримата от наоса. Осветлението на храма става през два малки южни прозореца. Подът е покрит с бели плочи.
Иконостасът е дървен с вертикални дъски. Има две врати. Царските икони от ляво са „Свети Николай“, „Света Богородица“, „Христос Вседържител“, „Свети Йоан Предтеча“, „Свети Архангел“, на която пише „Δαπάνη του δούλου του Θεού Κουκούδη 1860“. Над тях наклонени напред има тринадесет малки икони, изписана дантела и разпятие. Светилището е полукръгло и има протезис и диаконикон. Полукръгла конха има и на северната стена, а на южната – правоъгълна. Осветява се от елипсовиден прозорец. Високо в центъра на източната стена и има още един затворен прозорец.